# Tezcatlan Miyahuatzin
Tezcatlan Miyahuatzin [Teskatlan Mijauacin] (14. st.) bila je druga aztečka carica.
Tezcatlan Miyahuatzin je bila kći meksičkog poglavice Acacitlija i njegove žene.
Udala se za prvog aztečkog cara, Acamapichtlija.
Bila je majka njegova nasljednika Huitzilihuitla te baka Chimalpopoce i Montezume I.
Živjela je u miru s Acamapichlijevom prvom ženom Ilancueitl.